# Поллио
Поллио (III век) — святой мученик Кибалайский. Дни памяти — 27 апреля, 28 апреля.
Святой Поллио (Pollio), или Поллион, жил во времена правления императора Диоклетиана. Он был чтецом в городе Кибала (Cybalae), ныне называемом  Винковцы, Хорватия, ранее входившем в римскую провинцию Паннония.
Пострадав на допросе со стороны префекта Проба и отказавшись отречься от веры, святой Поллио был предан смерти за городскими стенами.